# MŠK Rimavská Sobota
Der MŠK Rimavská Sobota ist ein im Jahre 1908 entstandener slowakischer Sportverein aus Rimavská Sobota. Trainiert wird die Mannschaft von Ladislav Jurkemik.

## Abteilung Fußball
Die Fußballabteilung des Vereins spielte von 1996 bis 1999 und in der Saison 2004/05 in der Corgoň liga, der höchsten Spielklasse im Männerfußball der Slowakei. Außerdem qualifizierte er sich 1998 für den UI-Cup. Derzeit spielen sie in der 2. Liga.  

### Trainer
- Ladislav Jurkemik (1997–1998)

## Ältere Logos

## Andere Abteilungen
u.a
- Badminton
- Tennis
- Tischtennis
- Judo
- Eishockey
- Karate
- Kickboxen
- Body Building